# Tanzalarm
Tanzalarm (eigene Schreibweise: TanzAlarm (seit 2015), TANZALARM! (2004–2015)) ist eine gemeinschaftlich produzierte deutsche Fernsehserie von KiKA und ZDF. Als Redakteure sind Undine Otto-Beckmann (KiKA) und Gunnar Peschke (ZDFtivi) verantwortlich. Produziert wird die Vorschulreihe von MingaMedia in Unterföhring. Peter Helling zeichnet als Produzent verantwortlich, Regisseur seit Staffel vier ist Martin Maria Leckert. Bis Staffel sieben betreute Peter Wolfgruber die Sendung als Autor und Redakteur, seit Staffel acht ist Franziska Rülke betreuende Redakteurin. Autor ist Ron Bergmann. Bis 2019 war Marina Schröter für die Choreografien zuständig, seit 2020 übernimmt Lara Gluhak diese Aufgabe, die von 2009 bis 2016 Teil der Tanzalarm-Kids war.
Rockige Melodien, kindgerechte Texte und vier tanzende und singende Mädels, die selbst noch Kinder sind – das sind die Tanzalarm-Kids. Neben der Produktion von Videos und CDs, sowie einer Vielzahl von Live-Auftritten, wurde eine TV-Serie für KiKA produziert, in der Bäcker, Piloten, Bauern etc. zum Mittanzen bewegt werden. In jeder Folge überraschen Moderatorin Singa Gätgens, Tom Lehel (2004–2009, seit 2015), Volker Rosin, Juri Tetzlaff (2008), Alex Huth (seit 2010), herrH (seit 2015), die Band Deine Freunde (seit 2015), Kai Lüftner (2017), Bürger Lars Dietrich (seit 2019), Nilsen (seit 2019), Simon sagt (seit 2020), Mai Cocopelli (seit 2020), Sukini (seit 2020), Saskia Süß (seit 2022), Kid Clio (seit 2022), Dikka (seit 2022), die Tanzalarm-Kids und der Tanztapir (seit 2017) Erwachsene in ihrem Umfeld.
Seit 2020 gibt es ein verändertes Konzept. Das Format hat vermehrt Sitcom-Elemente. Der Tanztapir wohnt bei Tom Lehel zur Untermiete. Weil der Tapir immer viel Lärm macht, versucht Lehel ihn von seiner strengen Vermieterin zu verstecken. Zu Besuch kommen die Tanzalarm-Kids und weitere musikalische Gäste. Dabei präsentieren sie sowohl neue Songs, als auch neu arrangierte Lieder aus vergangenen Staffeln.
Im Jahr 2009 ging der Tanzalarm erstmals auf Europatour. In Budapest, Paris, Irland, Amsterdam, Cádiz und Santorini finden Singa, Tom, Volker und die Tanzalarm-Kids nicht nur neue Freunde, sondern lernen auch viel über Musik und Tänze in den verschiedenen Ländern.
2019 startete zudem der Tanzalarm Club. Dabei begrüßen die Tanzalarm-Kids und der Tanztapir im Studio in Erfurt einen prominenten Gast.
Mittlerweile erreichten die Tanzalarm-CD Vol. 1, sowie die erste Tanzalarm-DVD den Gold-Status.

## Die Tanzalarm-Kids
Die Urbesetzung der Tanzalarm-Kids bestand aus Kinga, Ana, Banu und Patricia. 2007 verließ Banu die Band und neu dazu kam Rachel. 2009 wurde Ana durch Lara (* 1998) ersetzt. 2011 verließen Kinga und Rachel die Band, für sie kamen Annika (* 1998) und Kim (* 2000) dazu. 2012 wurde Patricia von Leoni (* 2000) ersetzt.
Im Rahmen ihres Konzertes am Weltkindertag 2016 in Köln gaben die Tanzalarm-Kids zusammen mit Singa Gätgens überraschend bekannt, dass dies ihr letzter öffentlicher Auftritt sei, da sie alle gemeinsam in diesem Jahr aufhören würden. Es handelt sich damit um die zweite, vollständige Neubesetzung der Band seit ihrem Bestehen. Gätgens gab an, es handele sich um eine Entscheidung des Senders, dass „es wieder Jüngere machen sollten.“ Davon unabhängig sei es für Annika, Lara, Kim und Leoni nun auch an der Zeit, sich um ihre schulische bzw. berufliche Zukunft zu kümmern. Die vier neuen Tanzalarm-Kids ab 2017 waren Hannah (* 2005), Käthe (* 2004), Luna (* 2005) und Larissa (* 2006). Fünf Jahre später gab es eine erneute Neubesetzung. Seit 2022 heißen die Tanzalarm-Kids Laura (* 2012), Nika (* 2012), Sophia (* 2011) und Viktoria (* 2012).